# 英语维基百科
英語維基百科（英語：English Wikipedia）是维基百科協作计划的英语版本，也是最早的一个，由非營利組織——维基媒体基金会維持負責。目前是各語言維基百科计划中，規模排名第一（依條目量計算）的維基百科。计划開始於2001年，至2025年5月28日，英語維基百科條目數突破700萬（Wikipedia:Seven million articles）。在所有語言版本的維基中有14.4%條目是來自英語維基百科的。

## 維基百科各版本的先驅
英語維基百科是首先建立，且仍然是最大的維基百科版本。
因此，它開創了許多在其他維基百科上都可以見到的常規和特色，包括：
- 避免自我提及
- 特色條目
- 中立的觀點
- 導覽模板
- 小作品分類
- 條目質量提升計劃

大部分的MediaWiki開發者和維基媒體基金會的活躍參與者都是英語用戶。英語维基百科作为最初的维基百科，其条目数量也位居世界第一。

## 爭議

### 各國英語文體上的爭論
在英語維基百科中，有很多關於應該採用哪個國家的英語，而引起爭論。候選者例如：美式英語、英式英語或國際英語，這種情況更和之前的中文維基百科非常相似（繁／簡，大陆/港澳/台灣/新马）。儘管是爭論不休，以英語為母語的編輯者就開始各自提出意見，大部份意見主要提出「每個國家各自分家」。但維基媒體基金會希望英語維基百科裡能定出標準英語（如關於加拿大的條目以加拿大英語編寫），否則就很難統一文章中的各國英語。
| \| 编辑来源 \| 编辑来源 \| 编辑来源 \| 编辑来源 \| 编辑来源 \| \| -------- \| -------- \| -------- \| -------- \| -------- \| \| \| \| \| \| \| \| 美国 \| 美国 \| \| 43.6% \| 43.6% \| \| 英国 \| 英国 \| \| 16.3% \| 16.3% \| \| 加拿大 \| 加拿大 \| \| 6.2% \| 6.2% \| \| 澳洲 \| 澳洲 \| \| 4.2% \| 4.2% \| \| 印度 \| 印度 \| \| 3.6% \| 3.6% \| \| 德国 \| 德国 \| \| 2.1% \| 2.1% \| \| 菲律宾 \| 菲律宾 \| \| 1.2% \| 1.2% \| \| 荷兰 \| 荷兰 \| \| 1.2% \| 1.2% \| \| 意大利 \| 意大利 \| \| 1.0% \| 1.0% \| \| 纽西兰 \| 纽西兰 \| \| 0.9% \| 0.9% \| \| 其他国家 \| 其他国家 \| \| 11.3% \| 11.3% \| |          |  |       |       |
| 编辑来源 |          |  |       |       |
| |          |  |       |       |
| 美国 | 美国     |  | 43.6% | 43.6% |
| 英国 | 英国     |  | 16.3% | 16.3% |
| 加拿大 | 加拿大   |  | 6.2%  | 6.2%  |
| 澳洲 | 澳洲     |  | 4.2%  | 4.2%  |
| 印度 | 印度     |  | 3.6%  | 3.6%  |
| 德国 | 德国     |  | 2.1%  | 2.1%  |
| 菲律宾 | 菲律宾   |  | 1.2%  | 1.2%  |
| 荷兰 | 荷兰     |  | 1.2%  | 1.2%  |
| 意大利 | 意大利   |  | 1.0%  | 1.0%  |
| 纽西兰 | 纽西兰   |  | 0.9%  | 0.9%  |
| 其他国家 | 其他国家 |  | 11.3% | 11.3% |

### 編輯戰與中立的觀點
身為規模最大的維基百科版本，英語維基百科成為編輯戰最為激烈及持久的維基媒體專案。編輯戰通常發生英语系国家使用者們觀念有相當大差異的主題，例如：
- 墮胎
- 創造論
- 以巴衝突
- 恐怖主義

然而許多持久的編輯戰也會發生在非英語系國家的使用者之間，舉例來說，早期英語維基百科廣為人知的德語及波蘭語使用者間的編輯戰，其關注的條目包括了格但斯克等。
英語維基百科曾被人指控出，說其「內容體系上有偏見」，而導致大部份以英語為母語的編輯者，在維基百科裡的技術上常常作出競爭。

## 非以英語為母語的使用者和編輯者
作為規模最大的維基百科版本，加上英語在全球廣為人們理解及使用，英語維基百科吸引了許多來自非英語系國家的使用者及編輯者。許多非英語系國家的使用者可能從未在其本身母語版本的維基百科查詢資料，因為英語維基百科擁有較其母語版本更豐富、完整的資訊，特別是那些在英語維基百科以外沒有條目的主題。
有時，非（英語）母語編輯者會被那些母語編輯者排斥和批評，並指出那些非母語編輯者的英語文法差劣，以及指責其語言有不少誤用的字眼。但是，自從有不少的非母語編輯者介入英語維基百科後，母語編輯者會複製他們的內容，以作更進一步的修訂。

## 非英語來源
在英語維基百科裡，清楚標明參考來源的要求比較嚴格。英語的參考資料或來源會更受歡迎，但非英語的也可以在參考處裡填用，因為這樣可以更準確地表達出，編輯者的參考資料來自何地和何處。

## 維基簡訊
近來英語維基百科已出版自己的報紙，名為《維基簡訊》（Wikipedia Signpost），內容主要詳細地表示出，有哪些事情或更改發生在哪些大條目內。這是一個向公眾公開的報紙，每日講述關於維基百科裡所發生的事情和故事。同時，維基媒體創辦機構更容許維基簡訊擴張。現在維基簡訊每週一出版一期，而第一期則於2005年1月10日由英語維基百科編輯者迈克尔·斯诺發行。

## 英語维基百科大封锁
美国国会众议院和参议院分别在2011年10月26日和早前的5月12日推出了禁止网络盗版法案（SOPA）和保护知识产权法案（PIPA）。该两项法案招惹了许多抗议的声音，亦引起了1800多名英語维基百科用户的讨论和商量对策。最终，英語维基百科为了表达自己反对这两项法案通过的立场，而史无前例地在2012年1月16日宣布将在两天后全球性地将整个英語维基百科下线24小时。维基媒体基金会亦表态支持英语维基百科。
英語维基百科于2012年1月18日UTC凌晨5时起正式将除介绍SOPA，PIPA及關於響應基金會抗議SOPA討論的页面之外的所有英語维基百科页面下線一日，取而代之的是一个题为“试想这世界上没有了自由的知识库”（Imagine a World Without Free Knowledge）的黑屏。该画面上显示出一段文字，翻译如下：
十多年以来，我们花了好几百万个小时来建造这人类史上最大的百科全书。现在，美国国会正想要通过一个能够破坏网络自由的法案。为了吸引人们的注意，我们只能封锁整个英語维基百科，长达24小时。
原文：
后面的“Learn more.”其实是通往介绍英語维基百科抗議SOPA和PIPA的页面。其他语言及手機板的维基百科未受到影响。
在此之前，義大利語維基百科曾於2011年10月用黑屏抗議義大利立法限制網際網路自由，是為先例。目前已做出響應的維基媒體計畫包括英語維基百科、德語維基百科、義大利語維基百科、瑞典語維基百科、葡萄牙語維基百科、加泰羅尼亞語維基百科、維基共享資源、越南語維基百科、俄語維基百科、簡易英語維基百科、西班牙語維基百科、維基孵育場、荷蘭語維基百科。

## Fram封禁爭議
維基人Fram於2005年開始編輯維基百科，2007年成為英語維基百科管理員，截至2019年6月，其总编辑次數已超过200,000。據說Fram對其他維基人做出過不文明的舉動。維基人Smallbones曾經在《维基简讯》上表示，至少有11名維基人指控Fram騷擾過他人。此外Fram也收到過两封来自维基媒体基金会信任和安全团队的电子邮件，信任和安全团队在電子郵件中對Fram發出了警告。2019年5月4日，Fram正式要求仲裁委员会“滾到角落里闭嘴”或“集体辞职”。6月10日，维基媒体基金会宣佈禁止Fram编辑英語维基百科一年，此次行動也是基金会行動的一部分。但维基媒体基金会這一舉動招致部分英語維基人的抗議，截至7月2日，至少有21名维基百科管理员辞职抗议。

## 外部連結
- 英語維基百科 （页面存档备份，存于）（英文）
- 最初的英語維基百科（更新至2005年1月15日）（英文）
- 維基簡訊：Wikipedia Signpost（英文）